# کامیلو بوئیتو
کامیلو بوئیتو (ایتالیایی: Camillo Boito؛ ۳۰ اکتبر ۱۸۳۶ – ۲۸ ژوئن ۱۹۱۴) یک نویسنده داستان‌های کوتاه، مقاله‌نویس، معمار و مورخ اهل پادشاهی ایتالیا بود. او از سمت مادر، تباری لهستانی داشت.
او در سال ۱۸۵۰ وارد آکادمی هنرهای زیبا در ونیز شد و در سال ۱۸۵۲ موفق به دریافت جایزه‌ای از آن‌جا گردید. در دوران تحصیلش در این آکادمی، تحت تأثیر پیِترو سِلواتیکو اِستِنزه، معمار و حامی مطالعه هنر قرون وسطی در ایتالیا قرار گرفت.
در سال ۱۸۵۲، او جایزه‌ای از آکادمی هنرهای زیبا دریافت کرد. در سال ۱۸۵۴ وارد بخش ریاضی در دانشگاه پادووا شد و در سال ۱۸۵۵ به عنوان معمار حرفه‌ای صلاحیت یافت. در سال ۱۸۵۶ تدریس در آکادمی ونیز را آغاز کرد، اما فعالیت‌های اعتراضی‌اش علیه سلطه اتریش باعث شد ونیز را ترک کرده و به توسکانی نقل مکان کند. در فلورانس، نگارش برای نشریه‌ی لو اسپتاتوره به سردبیری چِلسْتینو بیانکی را آغاز کرد. وی مدتی استاد معماری در آکادمی بررا در میلان بود و به کارهای مرمت و بازسازی ابنیهٔ قدمی و تاریخی می‌پرداخت.
علاوه بر حرفهٔ اصلی‌اش، او گاهی داستان‌های کوتاه در سبک‌های مختلف از جمله وحشت روان‌شناختی می‌نوشت. مشهورترین اثر او رمان «سنسو» نام دارد که لوکینو ویسکونتی و تینتو براس بر اساس آن فیلم‌هایی ساخته‌اند.
برادر کوچک او آریگو بوئیتو، شاعر و آهنگساز مشهوری بود و متن اشعار دو اپرای آخر جوزپه وردی، یعنی اتلو و فالستاف، اثر اوست.

## آثار ادبی
بوئیتو چندین مجموعه داستان کوتاه نوشت، از جمله داستان کوتاه ترسناک روان‌شناختی با عنوان «شب کریسمس»، که داستانی درباره‌ی وسواس جنسی خویشاوندی و مرده‌خواهی است و شباهت چشمگیری به داستان برنیس اثر ادگار آلن پو دارد. یک اقتباس کوتاه سینمایی از این داستان در سال ۲۰۱۲ منتشر شد.
او حدود سال ۱۸۸۲ معروف‌ترین نوولای خود را با عنوان سنسو نوشت، داستانی آزاردهنده درباره‌ی انحطاط جنسی. در سال ۱۹۵۴، سنسو توسط کارگردان ایتالیایی لوکینو ویسکونتی به‌طرز به‌یادماندنی‌ای به فیلم تبدیل شد و سپس در سال ۲۰۰۲ نیز نسخه‌ای با تأکید بیشتر بر جنبه‌های جنسی توسط تینتو براس ساخته شد.
داستان دیگری با عنوان یک بدن (که آن هم به موضوعاتی چون انحطاط جنسی و مرده‌خواهی می‌پردازد) توسط آهنگساز یونانی خارالامپوس گویوس، به شکل اپرایی با همین عنوان اقتباس شد که به سفارش و اجرای نخست صحنه‌ی تجربی اپرای ملی یونان در سال ۲۰۰۸ به روی صحنه رفت.